# Seth Green

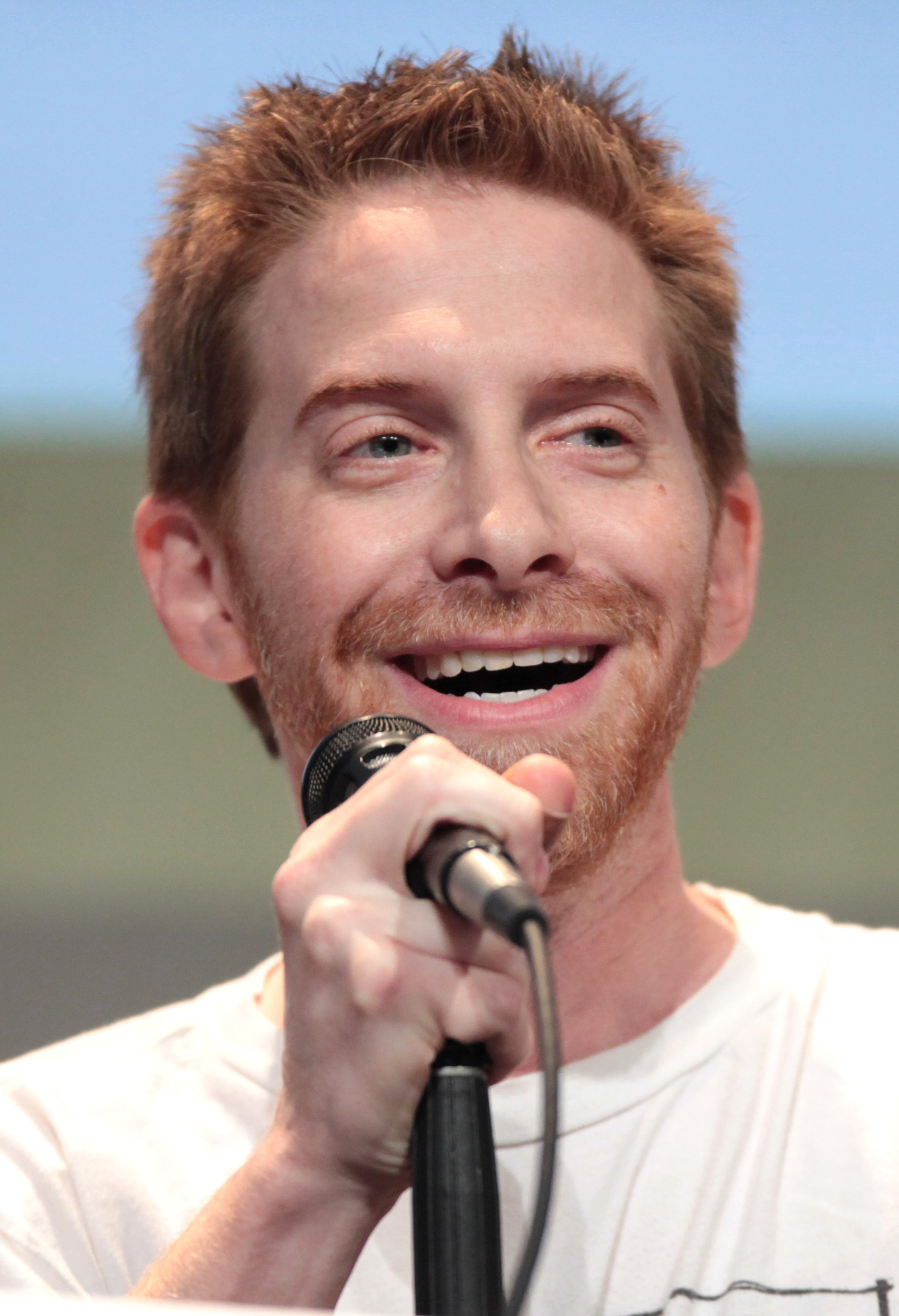
Seth Green auf der San Diego Comic Con (2015)

Seth Gesshel-Green (* 8. Februar 1974 in Philadelphia, Pennsylvania) ist ein US-amerikanischer Schauspieler. Er ist bekannt aus Filmen wie Rat Race – Der nackte Wahnsinn (2001) und der dreiteiligen Austin-Powers-Reihe sowie der Fernsehserie Buffy – Im Bann der Dämonen. Außerdem ist er Produzent der animierten Serie Robot Chicken.

## Leben
Green wuchs als Sohn des Lehrers Herb Green und der Künstlerin Barbara Green auf. Er hat eine ältere Schwester. Seinen ersten Auftritt in einer Kinoproduktion hatte Green im Alter von 10 Jahren an der Seite von Jodie Foster und Rob Lowe in der John-Irving-Verfilmung The Hotel New Hampshire. Im Jahr 1988 spielte er in der Komödie Meine Stiefmutter ist ein Alien den Freund von Alyson Hannigan.
1990 war Green in der aufwändigen TV-Verfilmung des Stephen-King-Klassikers Es als junger Richard „Richie“ Tozier (im Erwachsenenalter gespielt von Harry Anderson) zu sehen. Es folgten dann eine Reihe Auftritte in verschiedenen Fernsehproduktionen wie zum Beispiel ein Gastauftritt in der Fernsehserie Seaquest DSV. Seinen großen Durchbruch sollte Green allerdings erst mit seiner Darstellung des Filmsohnes von Bösewicht Dr. Evil namens Scott Evil in den Filmen rund um Austin Powers erleben. Er spielte diese Rolle in allen drei bisher gedrehten Teilen dieser Persiflage auf die James-Bond-Filme. Bei den Dreharbeiten zu Austin Powers arbeitete Green auch wieder mit Rob Lowe zusammen.
Weitere Bekanntheit erlangte er in den Jahren 1997 bis 1999, als er in der Serie Buffy – Im Bann der Dämonen den Jungen Daniel „Oz“ Osbourne spielte, der von seinem Cousin gebissen wurde und seither drei Nächte im Monat zum Werwolf wird. Innerhalb der Serie spielte er übrigens, wie schon bei Meine Stiefmutter ist ein Alien, den Freund von Alyson Hannigan, welche die Willow verkörperte.
Im Jahr 2001 war er in dem Film America’s Sweethearts an der Seite von Julia Roberts und Catherine Zeta-Jones zu sehen. 2002 folgte Austin Powers in Goldständer und 2003 war er in der Rolle des James St. James in dem schrillen Film Party Monster zu erleben. Des Weiteren spielte er 2003 und 2004 in der Fernsehserie Die wilden Siebziger in fünf Folgen Mitch Miller (Staffeln 5 und 6). Zu seinen weiteren Kinofilmen gehören The Italian Job – Jagd auf Millionen (2003), Scooby Doo 2 (2004) und Trouble ohne Paddel (2004).
Zudem ist er seit 1999 in der Serie Family Guy als Stimme des Sohnes Chris Griffin zu hören. Zusammen mit Matthew Senreich produzierte er 2004 die Kurzfilm-Serie Robot Chicken, für die er auch Sarah Michelle Gellar (Buffy) als Synchronsprecherin engagieren konnte. Er hatte auch einen kleineren Auftritt (1993) in der Fernsehserie Akte X, wo er dem FBI-Agenten Fox Mulder (David Duchovny) einen Hinweis auf ein von der Regierung verstecktes UFO gibt und ihm hilft, in ein geheimes Militärlager einzudringen. In einer späteren Folge von Akte X hatte er noch einen kleinen Auftritt als Mordopfer.
Seth Green spielte auch in der Serie Greg the Bunny mit, zusammen mit dem aus American Pie – Wie ein heißer Apfelkuchen bekannten Eugene Levy. Die Serie wurde in Deutschland von Comedy Central ausgestrahlt. Zuletzt wurde Seth Green als „Guest Host“ bei WWE RAW eingesetzt und bestritt sogar ein Match zusammen mit Triple H und John Cena gegen Legacy (Randy Orton, Ted DiBiase Jr. und Cody Rhodes). Von September 2013 bis Februar 2014 war er in einer Hauptrolle in der Sitcom Dads zu sehen.
Seit dem 1. Mai 2010 ist Green mit Schauspielkollegin Clare Grant verheiratet.
Zusammen mit Breckin Meyer und Ryan Phillippe besitzt er eine Produktionsfirma.

## Filmografie (Auswahl)

### Filme
- 1984: Hotel New Hampshire (The Hotel New Hampshire)
- 1986: Willy/Milly
- 1987: Radio Days
- 1987: Can’t Buy Me Love
- 1988: Zwei mal Zwei (Big Business)
- 1988: Meine Stiefmutter ist ein Alien (My Stepmother is an Alien)
- 1990: Stephen Kings Es (Stephen King’s It, Fernsehfilm)
- 1990: Hart auf Sendung (Pump Up the Volume)
- 1992: Buffy – Der Vampir-Killer (Buffy the Vampire Slayer)
- 1993: Cool! – Endlich sind die Eltern weg (The Day My Parents Ran Away)
- 1993: Cool Blades – Nur der Sieg zählt (Airborne)
- 1993: C2 – Killerinsekt (Ticks)
- 1997: Austin Powers – Das Schärfste, was Ihre Majestät zu bieten hat (Austin Powers: International Man of Mystery)
- 1998: Der Staatsfeind Nr. 1 (Enemy of the State)
- 1998: Ich kann’s kaum erwarten! (Can’t Hardly Wait)
- 1999: Die Killerhand (Idle Hands)
- 1999: Austin Powers – Spion in geheimer Missionarsstellung (Austin Powers: The Spy Who Shagged Me)
- 2001: Knockaround Guys
- 2001: The Attic Expeditions
- 2001: America’s Sweethearts
- 2001: Rat Race – Der nackte Wahnsinn (Rat Race)
- 2001: Josie and the Pussycats
- 2002: Austin Powers in Goldständer (Austin Powers in Goldmember)
- 2003: Party Monster
- 2003: The Italian Job – Jagd auf Millionen (The Italian Job)
- 2004: Scooby Doo 2 – Die Monster sind los (Scooby-Doo 2: Monsters Unleashed)
- 2004: Trouble ohne Paddel (Without a Paddle)
- 2005: Ein Trauzeuge zum Verlieben (The Best Man)
- 2005: Be Cool – Jeder ist auf der Suche nach dem nächsten großen Hit (Be Cool)
- 2008: Spritztour (Sex Drive)
- 2008: The 1 Second Film
- 2009: Old Dogs – Daddy oder Deal (Old Dogs)
- 2011: Light Masters (Kurzfilm)
- 2011: Milo und Mars (Mars Needs Moms)
- 2013: Delete – Das Cyber-Armageddon (Delete, Fernsehzweiteiler)
- 2014: Guardians of the Galaxy (Stimme)
- 2014: The Sheik (Dokumentarfilm)
- 2017: The LEGO Batman Movie (Stimme)
- 2017: Guardians of the Galaxy Vol. 2 (Stimme)
- 2018: Eine dumme und nutzlose Geste (A Futile and Stupid Gesture)
- 2021: Black Friday – Überlebenschance stark reduziert! (Black Friday) (Stimme)
- 2023: Guardians of the Galaxy Vol. 3 (Stimme)

### Fernsehserien
- 1992: Beverly Hills, 90210 (Folge 3x17 The Game Is Chicken)
- 1993: Akte X – Die unheimlichen Fälle des FBI (The X-Files, Folge 1x02 Die Warnung)
- 1993: seaQuest DSV (Folge 1x11 Photon Bullet)
- 1994: Eine starke Familie (Step by Step, Folge 4x17 Head of the Class)
- 1994: Vier für Hawaii (The Byrds of Paradise, 8 Folgen)
- 1997: Verrückt nach dir (Mad about you, Folge 5x21 Guardianhood)
- 1997–2000: Buffy – Im Bann der Dämonen (Buffy the Vampire Slayer, 40 Folgen)
- 1998: Cybill (Gastrolle)
- 2000: Angel – Jäger der Finsternis (Angel, Folge 1x03 In the Dark)
- 2002: Greg the Bunny (13 Folgen)
- 2003–2004: Die wilden Siebziger (That ’70s Show, 5 Folgen)
- 2005: Will & Grace (Folgen 7x23 Friends with Benefits)
- 1999–2002, seit 2005: Family Guy (Stimme von Chris Griffin)
- seit 2005: Robot Chicken (Produzent, Stimme)
- 2006–2008: Entourage (3 Folgen)
- 2007: Grey’s Anatomy (Folgen 4x09-4x10)
- 2008: Heroes (Folgen 3x10–3x11)
- 2008: My Name Is Earl (Folge 4x01 The Magic Hour)
- 2009: Titan Maximum (9 Folgen, Stimme und Produzent)
- 2012: How I Met Your Mother (Folge 8x11)
- 2012–2013: Holliston (2 Folgen)
- 2013: Men at Work (Folge 2x02)
- 2013–2014: Dads (19 Folgen)
- 2014–2017: Teenage Mutant Ninja Turtles (Stimme von Leonardo)
- 2015: Community (Folge 6x13)
- 2020: The Rookie (Folge 2x15)
- 2021, 2023–2024: What If…? (5 Folgen, Stimme)
- 2024: Die wilden Neunziger (That '90s Show, 2 Folgen)

## Videospiele
In der Computerspielreihe Mass Effect ist Seth Green die visuelle Vorlage und Stimme von Joker.
- 2007 Mass Effect
- 2010 Mass Effect 2
- 2012 Mass Effect 3

## Trivia
- Jodie Fosters Filmproduktion Egg Pictures ist nach Seth Greens Rolle als Egg in The Hotel New Hampshire benannt.
- Green war auch als Darsteller in einigen Werbespots zu sehen, unter anderem für Levis Jeans, Froot Loops, Burger King oder Hewlett-Packard. Zudem führte er Regie bei einem Werbespot für Duschgel, in welchem er auch seine Ehefrau Clare Grant einsetzte.
- Er war Gastgeber der von der WWE jährlich überreichten Slammy Awards 2014.